# أغسطس إف. غودريدغ
أغسطس إف. غودريدغ هو شخصية أعمال وسياسي كندي، ولد في 1839 في Paignton ‏ في المملكة المتحدة، وتوفي في 16 فبراير 1920 في سانت جونز في كندا.